# Château d'York
Le château d'York se situe dans la ville anglaise du même nom. Il s'agit d'un complexe fortifié dans lequel, au cours des neuf derniers siècles, se succédèrent châteaux, prisons, cours de justice et autres bâtiments, au sud de la rivière Foss. Le donjon du château médiéval normand, aujourd'hui en ruine, est parfois appelé Clifford's Tower, la tour de Clifford. Construit à l'origine sur ordre de Guillaume le Conquérant afin de dominer l'ancienne ville Viking d'York, le château subit un début d'histoire tumultueux avant de se développer pour devenir une fortification majeure possédant d'importants moyens hydrauliques pour se défendre. À la suite d'une grosse explosion en 1684 qui rendit impossible l'utilisation des ouvrages défensifs restants, le château d'York continua à servir de prison et ce jusqu'en 1929.
La première forteresse élevée sur le site fut un château à motte construit en 1086 à la suite de la conquête normande de la ville. Après sa destruction par des insurgés et une armée Vikings en 1069, il fut reconstruit et renforcé, incluant dans son système de défense, une douve et un lac artificiel. Le château d'York constituait une fortification royale importante du nord de l'Angleterre. Henri III reconstruisit le château en pierre au milieu du XIIIe siècle, créant un donjon en quadrilobe unique, soutenu par un mur d'enceinte et un corps de garde. De 1298 à 1338, pendant les guerres d'indépendance de l'Écosse, le château d'York servit fréquemment de centre pour l'administration royale d'Angleterre et fut également une base importante pour les opérations militaires.
Le château d'York tomba en ruine aux XVe et XVIe siècles, servant de plus en plus de prison à la fois pour les criminels locaux et les prisonniers politiques. Sous le règne d'Élisabeth Ire, on estima que le château avait perdu toute sa valeur militaire mais il fut maintenu comme centre de l'autorité royale d'York. En 1642, le déclenchement de la Première Révolution anglaise vit la réparation et la nouvelle fortification du château qui joua un rôle dans la défense des Cavaliers d'York en 1644 alors que ces derniers s'opposaient aux Têtes-Rondes. Des garnisons continuèrent d'être placées au château d'York jusqu'en 1684 lorsqu'une explosion détruisit l'intérieur de la tour Clifford. Le château à motte castrale fut remanié dans un style néoclassique au XVIIIe siècle pour devenir un centre administratif du comté du Yorkshire et fut utilisé comme prison notamment pour les débiteurs.
Au XIXe siècle, la réforme des prisons conduisit en 1825 à la création sur le site du château d'une nouvelle prison construite dans le style gothique Tudor qui fut d'abord utilisée comme prison du comté puis comme prison militaire. Ces installations furent démolies en 1935. Au cours du XXe siècle, la tour Clifford en ruine était devenue une destination touristique connue et un monument national.
Aujourd'hui, le site appartient à l'English Heritage, il est ouvert au public. Les bâtiments restants abritent le musée du château d'York et servent de Cour de la Couronne.

## Histoire

### XIesiècle
Capitale d'un royaume viking au Xe siècle, York était toujours la principale ville du Nord de l'Angleterre au XIe siècle. En 1068, lors de sa première expédition dans la région, le roi Guillaume le Conquérant fonda une série de châteaux, dont celui d'York. Le premier château d'York était une simple motte castrale en bois située au confluent de l'Ouse et de la Foss, sur le site même de l'actuel château. Les textes d'époque affirment qu'il fut bâti en l'espace de huit jours à peine, une affirmation remise en doute par les historiens modernes,. La motte d'origine mesurait environ 60 m de large à la base. Des centaines de maisons durent être détruites afin de lui laisser la place. Guillaume Malet, alors shérif du Yorkshire (en), eut pour responsabilité de diriger le château et le défendit avec succès contre un soulèvement immédiat de la population locale,.

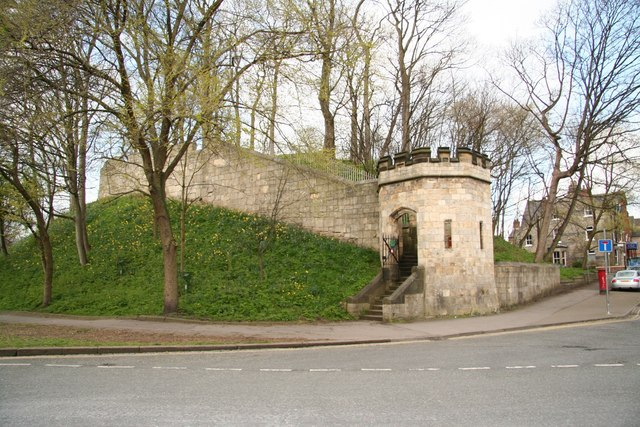
La motte de Baile Hill aujourd'hui.

La situation dans le Nord empirant, Guillaume y mena une deuxième campagne en 1069. Afin de mieux contrôler York, il fonda un deuxième château sur la rive ouest de l'Ouse, en face du premier château, sur l'actuelle Baile Hill,. Cette nouvelle motte castrale était probablement accessible grâce à un pont horizontal et des marches ménagées sur le flanc de la motte,. Plus tard la même année, une flotte danoise remonta le Humber et l'Ouse pour attaquer York avec l'aide de l'ancien comte Gospatrick de Northumbrie, à la tête d'un groupe de rebelles locaux. En voulant repousser les rebelles, les Normands mirent le feu à plusieurs maisons de la ville. L'incendie échappa à leur contrôle pour ravager la cathédrale d'York, et peut-être également les deux châteaux,. Ces derniers tombèrent entre les mains des attaquants et furent partiellement démantelés, tandis que Guillaume Malet était pris en otage par les Danois.
En réponse à ces attaques, Guillaume mena une vaste série d'opérations punitives dans le Nord de l'Angleterre durant les années 1069 et 1070, qui mit la région au pas et permit la reconstruction des deux châteaux, toujours en bois. Le mur d'enceinte du château d'York fut légèrement agrandi à cette occasion. Sa cour comprenait alors « des grandes salles, des cuisines, une chapelle, des casernes, des entrepôts, des écuries, des forges et des ateliers, ». Au moment de la rédaction du Domesday Book, en 1096, le château était également entouré d'une douve remplie d'eau et d'un grand lac artificiel, la « mare du roi » (King's Pool), alimentée par les eaux de la Foss via un barrage construit à cette seule fin,. La construction de ces ouvrages défensifs nécessita de nouvelles destructions, dont celle de deux moulins à eau. Au fil du temps, le site de Baile Hill fut abandonné au profit du château d'origine. Seule la motte existe encore aujourd'hui.

### XIIesiècle
Le roi Henri II (1154-1189) visita le château d'York à quatre reprises pendant son règne. Les appartements royaux se trouvaient alors à l'intérieur du donjon pour raisons de sécurité, et le roi offrit 15 livres pour financer des réparations du donjon. Durant sa visite de 1175, le château lui servit de base pour recevoir l'hommage du roi écossais Guillaume le Lion. Des moulins furent construits à proximité pour subvenir aux besoins de la garnison. Ils passèrent sous le contrôle de l'Ordre du Temple vers le milieu du XIIe siècle. Vulnérables aux crues de l'Ouse et de la Foss, ces moulins durent être reconstruits à plusieurs reprises,.
En 1190, le château d'York fut le théâtre d'un des pires pogroms médiévaux d'Angleterre. Les premières communautés juives du pays étaient arrivées après la conquête normande. L'usure devint leur domaine réservé, cette activité essentielle étant interdite aux chrétiens. De forts préjugés religieux existaient à leur égard, et la plupart d'entre eux exerçaient leur activité dans les villes, à proximité de châteaux royaux susceptibles de leur servir de refuge contre la foule en colère. En règle générale, les rois n'hésitaient pas à leur accorder leur protection, car sous les rois normands et Plantagenêt, les biens et les dettes des juifs appartenaient en réalité à la couronne et lui revenaient à leur mort. Lorsque le roi Richard Cœur de Lion annonça son intention de partir en croisade peu après son sacre, en 1189, la nouvelle enflamma le sentiment anti-juif dans tout le pays. La rumeur affirmait que le roi avait ordonné d'attaquer les juifs d'Angleterre.
À York, des actes de violence éclatèrent l'année suivante. Richard de Malbis, qui devait de l'argent au puissant marchand juif Aaron de Lincoln (en), utilisa l'incendie accidentel d'une maison comme prétexte pour diriger la colère de la foule sur la demeure d'un employé juif d'Aaron récemment décédé. Le chef de la communauté juive d'York, Josce (en), conduisit les familles juives de la région dans le château, où elles se réfugièrent dans le donjon qui fut peu après encerclé par la foule. Lorsque le connétable sortit pour analyser la situation avec les meneurs, les juifs refusèrent de le laisser rentrer, craignant d'être remis au shérif ou que la foule n'en profite pour entrer. Le connétable fit appel au shérif, qui fit appel à ses hommes pour assiéger le donjon. Ce siège dura jusqu'au 16 mars. La situation des juifs était alors intenable, et le rabbin Yom Tov de Joigny suggéra un suicide collectif pour échapper à la foule. Ils incendièrent le château afin que leurs corps ne soient pas mutilés. Plusieurs juifs périrent dans les flammes, mais la majorité d'entre eux se donnèrent la mort. Quelques-uns se rendirent en promettant de se convertir au christianisme, mais ils furent tués par la foule en colère. Au total, environ 150 personnes trouvèrent la mort lors du massacre des juifs d'York . Le donjon fut reconstruit, toujours en bois. Il gagna quatre mètres de haut pour un prix de 207 livres,.

### XIIIeetXIVesiècles
Le roi Jean sans Terre (1199-1216) passa une bonne partie de son règne au château d'York, faisant du donjon sa résidence personnelle pour sa propre sécurité. Le château était par conséquent bien entretenu. C'est à cette période qu'apparaissent les premiers signes de l'utilisation du château comme prison : des prisonniers capturés lors des campagnes irlandaises du roi Jean y furent enfermés. Au XIIIe siècle, un système se mit en place suivant lequel des terres de la région étaient accordées en échange de chevaliers et d'arbalétriers pour la défense du château.

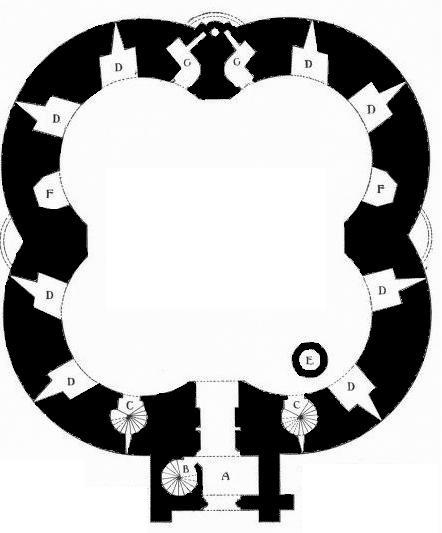
Plan de la tour de Clifford.

Le successeur de Jean, Henri III (1216-1272), utilisa lui aussi beaucoup le château. Lors de sa visite de Noël 1228, une bourrasque détruisit le donjon de bois situé sur la motte,. Il ne semble pas avoir été réparé, le roi logeant par la suite dans un bâtiment construit pour lui dans la cour intérieure. En 1244, alors que les Écossais menaçaient d'envahir l'Angleterre, Henri III revint à York et ordonna la reconstruction du château en calcaire blanc, pour un coût d'environ 2 600 livres. Les travaux durèrent de 1245 à 1270. Ils virent notamment la construction d'une enceinte jalonnée de tours, d'un corps de garde avec deux grandes tours, de deux corps de garde plus petits, d'un petit accès aux bateaux, d'une petite porte permettant d'accéder à la ville, d'une chapelle et d'un nouveau donjon de pierre. Ce dernier, d'abord appelé King's Tower, « la tour du roi », prit par la suite le nom de Clifford's Tower, « la tour de Clifford ».
L'aspect de la tour de Clifford est inhabituel. La tour de deux étages dispose d'un plan quadrilobé dont les quatre lobes sont circulaires. Chacun d'entre eux mesure 6,50 m et possède des murs d'une épaisseur de 3 mètres ; l'endroit le plus large de la tour fait 24 mètres. Un corps de garde carré, large de 6,50 m protégeait l'entrée côté sud entre deux lobes. Entre les autres lobes se trouvent des tourelles défensives. L'énorme poids de la pierre et le premier étage étaient soutenus par de grands corbeaux et un pilier central. Des meurtrières à l'aspect unique, que seul le château d'York possédait, servaient de points de tir.
Au-dessus de l'entrée, une chapelle mesurant 4,50 m sur 4,20 m fut construite, servant également de pièce fermée par une herse comme aux châteaux de Harlech et de Chepstow (en). On estime que cette tour avait été construite à titre d'essai, visant à améliorer les tirs effectués sur les côtés en ayant davantage de visibilité depuis le sommet du donjon. Bien que ce type de construction soit unique en Angleterre, il ressemble beaucoup à celui du château d'Étampes en France et, a peut-être eu une influence sur la construction du futur donjon du château de Pontefract. Henri employa pour le projet l'entrepreneur en maçonnerie Henri de Rayns et le chef charpentier Simon de Northampton, et le prix de la tour justifia à lui-seul la plus grande partie de l'ensemble des dépenses concernant le château pendant cette période de travaux.
Le nouveau château avait besoin d'investissements constants afin d'être maintenu dans son rôle de fortification militaire. Durant l'hiver 1315-1316, des inondations endommagèrent le bas de la motte, ce qui nécessita des réparations immédiates. Dans les années 1358-1360, le lourd donjon de pierre souffrit à nouveau d'un affaissement de terrain et le lobe sud-est se fendit du haut en bas. Des officiels de la royauté recommandèrent une reconstruction complète du donjon, mais, à la place, le lobe fut réparé au prix de 200 livres.
Édouard Ier (1272-1307) donna au shérif du Yorkshire d'importants pouvoirs pour faire respecter la loi et l'ordre dans la ville d'York, et les shérifs établirent leur siège dans la tour de Clifford. Pendant les guerres d'indépendance de l'Écosse, sous le règne d'Édouard et de son fils, le château d'York fut également le centre de l'administration royale d'Angleterre et le resta pendant presque la moitié des années situées entre 1298 et 1338. Bon nombre d'institutions de Westminster suivirent le roi dans le nord jusqu'à York, s'établissant dans l'enceinte du château. Mais les bâtiments existants étaient trop peu nombreux pour abriter toutes les institutions administratives ; un bâtiment à usage temporaire fut donc construit à l'intérieur du château au début de cette période pour y loger la Cour des plaids-communs et fut reconstruit par la suite sur une plus grande échelle dans les années 1319-1320. L'Échiquier s'installa à son tour dans la tour de Clifford. D'autres bâtiments autour de la ville durent être réquisitionnés pour absorber le surplus d'institutions que le château n'avait pu accueillir. À la suite d'une utilisation accrue du château pour satisfaire ces besoins, les tribunaux en place au château d'York commencèrent à entrer en compétition avec ceux de Londres, et ce, jusqu'aux années 1360. Le château finit par obtenir sa propre monnaie en 1344, lorsque Édouard III décida de créer une monnaie permanente au château d'York afin de produire des pièces d'or et d'argent pour répondre aux besoins du nord de l'Angleterre. On fit venir des fabricants de pièces européens pour mettre en place les installations.
Henri III étendit le rôle du château dans sa fonction de prison afin de pouvoir contenir de nombreux prisonniers. À cette époque, la prison était dirigée par le shérif, et son adjoint occupa le rôle de geôlier à plein temps. À un moment donné, le château contint jusqu'à trois cent dix prisonniers. Les conditions de détention étaient épouvantables et conduisirent à de lourdes pertes parmi les détenus. Il n'était pas rare que des évasions aient lieu et, beaucoup d'entre elles, comme celle de 28 prisonniers en 1298, réussissaient. Lorsque l'ordre du Temple fut dissous en Angleterre en 1307, le château d'York fut utilisé pour garder bon nombre des chevaliers arrêtés. En même temps, les moulins du château, autrefois sous le contrôle de l'ordre du Temple, redevinrent propriété royale. Édouard II utilisa lui aussi le château comme prison lors de sa campagne qui l'opposait à ses barons rebelles en 1322, et après la bataille de Boroughbridge, beaucoup de chefs rebelles vaincus furent exécutés au château d'York.
À la fin du XIVe siècle, la cour intérieure du château fut occupée principalement par l'administration locale du comté. Elle fut beaucoup utilisée comme prison, détenant les prisonniers dans les diverses tours situées autour de la cour. Le vieux système de gardes pour protéger le château s'était transformé en système selon lequel la couronne utilisait l'argent provenant de la location des terres royales pour engager des gardes locaux pour le château. La royauté préférait de plus en plus rester à la confrérie franciscaine située entre le château et King's Staith sur l'Ouse, alors que le personnel résidait à l'abbaye Sainte-Marie et au Prieuré de saint-André situés dans le quartier appelé Fishergate.

### XVeetXVIesiècles

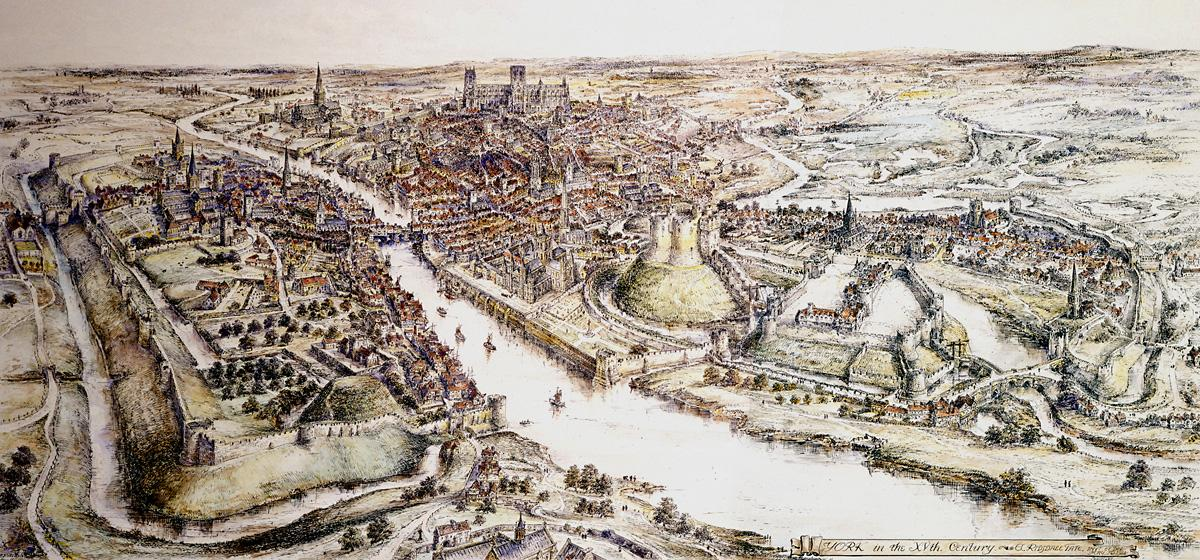
Panorama de la ville au XVe siècle.

Au XVe siècle, le château d'York, tout comme celui de Nottingham, était considéré comme un atout majeur du point de vue de la sécurité dans le nord de l'Angleterre, mais même dans ces châteaux, l'investissement diminua. À partir de 1400 et les années qui suivirent, les réparations au château d'York devinrent moins fréquentes et progressivement, il tomba en ruine. Richard III reconnut le problème et, en 1483, il fit enlever les constructions les plus délabrées, mais il mourut à la bataille de Bosworth, avant même que les travaux pour les remplacer n'aient commencé. Sous le règne d'Henri VIII, l'antiquaire John Leland rapporta que le château était dans un état de délabrement important ; les ouvrages défensifs à eau restèrent néanmoins intacts, contrairement à ceux de beaucoup d'autres châteaux à cette époque. L'état de détérioration fut tel que le roi Henri dut être informé que ses conseillers n'avaient plus de résidence officielle pour se loger ou travailler lorsqu'ils étaient à York. En 1553, à la mort d'Édouard VI, on cessa de fabriquer de la monnaie au château et, en 1664, on donna les moulins du château à un hôpital charitable local. Ce dernier fut fermé pendant la Réforme protestante et les moulins redevinrent à nouveau propriété privée.
On continua d'utiliser le château comme prison, détenant de plus en plus de criminels locaux, mais il fut aussi le lieu où se déroulaient les exécutions politiques. Au XVIe siècle, c'était une tradition d'exécuter les traîtres en les pendant du haut de la tour Clifford, plutôt que de les tuer depuis les remparts de la ville, le lieu où, habituellement, était appliquée la peine capitale à York. En 1536, le dirigeant politique Robert Aske fut exécuté au château d'York sur ordre d'Henri VIII, à la suite de l'échec de la protestation du Pèlerinage de Grâce contre la Dissolution des monastères. Pendant quasiment toute cette période, le château resta sous le contrôle des shérifs du Yorkshire, bien qu'il y ait eu des exceptions notables comme la nomination en 1478 par Édouard IV de Sir Robert Ryther, le favori du roi. Cependant, à la fin du XVIe siècle, les membres de la famille Clifford (les comtes de Cumberland), devinrent connétables héréditaires du château, et la tour Clifford fut baptisée du même nom que cette famille à cette époque-là environ.
Le château continua à se détériorer sous le règne d'Élisabeth Ire qui fut informée qu'il n'avait plus aucune utilité militaire. Robert Redhead, le gardien de la tour, devint tristement célèbre à cette époque pour avoir détruit des parties du château puis pour avoir ensuite vendu la pierre afin d'en tirer profit à titre personnel. En dépit des nombreux essais des officiels de la ville et de la couronne pour mettre un terme à tout cela, Redhead continua de causer des dégâts considérables avant d'être contraint de s'arrêter. En 1596, des propositions pour démolir entièrement la tour de Clifford furent mises en avant mais elles furent rejetées en raison d'un fort sentiment local à son égard.

### XVIIesiècle

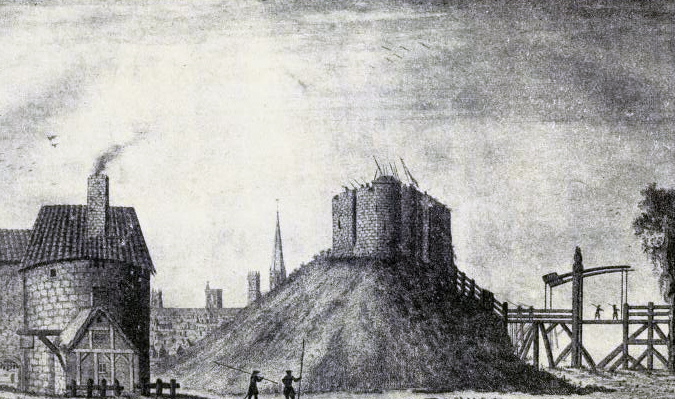
Le château en 1644 (reproduction par W. H. Toms (XVIIIe siècle), d'après Francis Place).

Entretenir le château devint de plus en plus coûteux, et en 1614, le roi Jacques Ier vendit le bail concernant la tour de Clifford et les terres alentour à John Babington et à Edmund Duffield, deux spéculateurs fonciers. Ces derniers vendirent, à leur tour, la tour de Clifford à une famille commerçante d'York. Cependant, en 1642, la Première Révolution anglaise entre les Cavaliers (Royalistes) et les Têtes Rondes (Forces soutenant le Parlement) éclata. En 1643, sous le commandement d'Henri Clifford, les forces fidèles envers Charles Ier furent placées en garnison au château et dans la ville environnante. York devint effectivement la « capitale du nord » défendant la cause Royaliste. Clifford répara le château et renforça les murs afin qu'ils puissent supporter le poids des canons, plaçant ainsi ses armes à côté de celles du roi au-dessus de l'entrée. Le corps de garde de la Tour de Clifford fut en grande partie remodelé, perdant cependant son aspect médiéval original. Baile Hill, de l'autre côté de la rivière, devint un emplacement pour les canons. La monnaie du château fut à nouveau utilisée pour fournir les pièces dont les forces soutenant le roi avaient besoin.
La guerre tourna en défaveur des factions Royalistes et, le 23 avril 1644, les forces Parlementaires commencèrent à assiéger York. Une armée écossaise sous les ordres d'Alexander Leslie arriva du sud tandis qu'un groupe représentant les forces parlementaires dirigées par Ferdinando Fairfax arrivait de l'est. Six semaines plus tard, Edward Montagu emmena un troisième régiment jusqu'à York, augmentant le nombre des forces assiégeant la ville à plus de 30 000 hommes. Pendant le siège, la ville était sous le contrôle de William Cavendish, alors qu'au même moment, on nommait le Colonel Francis Cobb gouverneur du château. En dépit des bombardements, des tentatives pour miner le château et des attaques aux entrées, la ville résista pendant les mois de mai et de juin. Envoyé pour aider la ville d'York, le prince Rupert du Rhin s'approcha avec des renforts et, grâce à d'intelligentes manœuvres, réussit à contraindre les assiégeants à se retirer, levant le siège le 1er juillet. Le jour d'après, les forces Parlementaires battirent Rupert lors de la bataille de Marston Moor, à environ 9 km à l'ouest d'York, rendant la reddition d'York et du château inévitable. Le 14 juillet, la ville et le château se rendirent aux forces Parlementaires, qui permirent aux Royalistes de sortir avec tous les honneurs. Le Parlement nomma par la suite le maire local Thomas Dickenson, gouverneur de la tour de Clifford. Le contrôle du château resta dans les mains du maire jusqu'à la Restauration. Des efforts furent entrepris pour séparer les structures de la tour de Clifford, que le Parlement utilisait comme garnison, des bâtiments de la cour intérieure qui continuaient à être utilisés comme prison. Oliver Cromwell visita la tour de Clifford en 1650 et fut salué par les canons placés au sommet. Le coût de la garnison fut prélevé à la ville d' York.
Après la Restauration de Charles II, les propriétaires d'avant-guerre qui possédaient la tour de Clifford revendiquèrent leur bien et finirent par obtenir satisfaction. Une garnison continua d'être postée là-bas, ce qui les empêcha cependant d'occuper ou d'utiliser en fait leur propriété. La tour fut réparée et devint un dépôt de munitions pour mettre en réserve la poudre à canon et les boulets. Des tentatives furent faites pour restaurer l'état des douves qui étaient devenues vraiment vaseuses. Pendant la Restauration, des prisonniers politiques dont George Fox, le fondateur de la Société religieuse des Amis, continuèrent d'être détenus au château.
Les installations civiles dans la cour intérieure furent étendues au cours de ces années, des améliorations furent apportées à la Chambre du Grand Jury (Grand Jury House) et à la Salle Commune (Common Hall), mais dans les années 1680, le rôle de la garnison du château d'York fut remis en question. Sir Christopher Musgrave produisit un rapport pour la Couronne en 1682 ; il indiqua que transformer le château en fortification moderne coûterait au moins 30 000 livres, selon une proposition qu'il présentait faisant état de six bastions que nécessiterait un tel tracé à l'italienne. Ces travaux ne furent jamais réalisés. Pendant ce temps, la garnison et le château étaient devenus extrêmement impopulaires chez les habitants d'York qui n'appréciaient ni le coût, ni les taxes des autorités extérieures.
Le jour de la saint-Georges, en 1684, à environ 10 heures du soir, une explosion dans le dépôt de munitions détruisit entièrement l'intérieur de la tour de Clifford. L'explication officielle fut que le salut solennel des canons sur le toit avait mis le feu à la charpente, ce qui, par la suite, fit prendre feu au dépôt. Cependant, la plupart des historiens pensent que l'explosion n'était pas accidentelle. À cette époque, il était courant dans la ville de porter un toast à la démolition de la « Tourte Hachée » (« Minced Pie »), nom donné au château par les habitants de la ville ; des membres de la garnison avaient bizarrement mis leurs biens personnels en sécurité juste avant l'explosion et aucun d'entre eux ne fut blessé. L'ardeur du feu donna à la pierre à chaux de la tour sa couleur actuelle, légèrement rosée. La tour, aujourd'hui dans un état de ruine, redevint propriété privée, faisant finalement partie des terres situées à proximité de la maison et des jardins appartenant à Samuel Waud.

### XVIIIesiècle

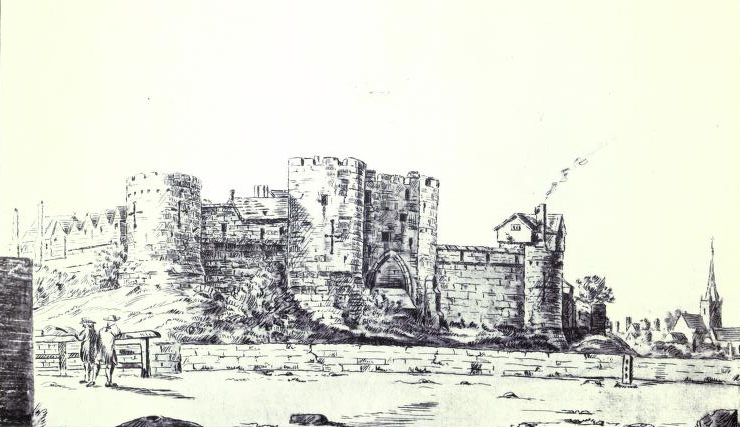
Le château en 1699.

Au début du XVIIIe siècle, les conditions de détention dans la prison étaient devenues tellement intolérables que la zone occupée par l'ancienne cour intérieure commença à être réhabilitée en 1701. Un impôt local contribua à financer les travaux, et le roi autorisa l'utilisation de pierres récupérées dans les ruines de l'abbaye Sainte-Marie. Trois nouveaux bâtiments furent ainsi érigés au sud de la tour de Clifford. Une nouvelle prison pour le comté fut construite côté sud entre 1701 et 1705 par William Wakefield, avec une architecture s'inspirant des travaux de John Vanbrugh. L'architecte local John Carr (en) construisit ensuite les Assizes entre 1773 et 1777 sur le site même de l'ancienne Jury House (« chambre du jury »), du côté ouest, et supervisa entre 1773 et 1783 le remplacement de la Sessions House (« chambre des sessions ») et du Common Hall (« salle commune »), côté est, par une prison pour femmes. Les deux prisons fusionnèrent ultérieurement pour devenir une prison unique, destinée aux débiteurs. Les deux bâtiments construits par l'architecte Carr étaient conçus dans un style néoclassique, et le bâtiment des Assizes fut en particulier salué comme « un bâtiment superbe de l'ordre ionique ». La cour du château fut semée d'herbe en 1777 et prit une forme circulaire qui lui valut le surnom de Eye of the Ridings (« l'œil des ridings »), car elle servait à l'élection des députés de la ville d'York.
Le réformateur John Howard visita la prison lors de ses recherches pour l'écriture du livre The State of the Prisons. Il les trouva imparfaites, mais en meilleur état que d'autres ; la prison des débiteurs en particulier faisait d'après lui « l'honneur du comté », avec ses cellules saines. En revanche, il critiqua la petitesse et l'absence d'approvisionnement en eau pour l'aile réservée aux criminels, forcés de dormir sur de la paille étalée à même le sol. Les conditions étaient telles que neuf prisonniers périrent étouffés lors d'une nuit en 1739.
Les moulins du château, situés juste à l'extérieur des remparts, étaient devenus de plus en plus inefficaces à partir du début du XVIe siècle à cause d'une réduction du débit des rivières. Par conséquent, ils furent reconstruits en 1778. À cette occasion, une nouvelle machine à vapeur fut ajoutée pour faire tourner les machines. Le bruit et la fumée générés par cette machine causaient une gêne importante aux prisonniers du château.

### XIXeetXXesiècles

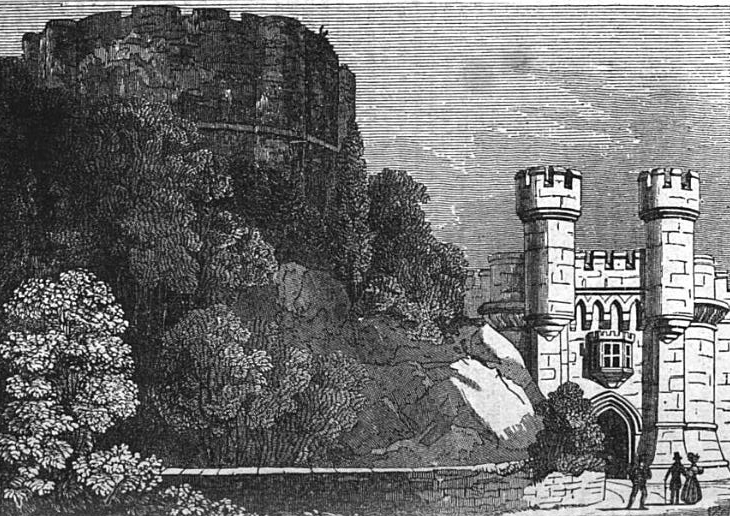
Le château en 1846.

La prison du château fut de plus en plus critiquée à partir de la fin du XVIIIe siècle, qu'il s'agisse de ses installations inappropriées ou du comportement de la foule, qui s'amassait devant la prison pour en voir sortir les condamnés à mort. À partir de 1803, les exécutions se déroulèrent dans l'ancienne cour du château, Eye of the Ridings, mais la populace continua à se réunir à l'extérieur de la cour pour regarder mourir les prisonniers à petit feu. En 1813, une nouvelle méthode de pendaison accélérée fut mise en place, qui permit l'exécution rapide de quatorze luddites au château l'année suivante. La surpopulation carcérale devint également un problème, la prison abritant à un moment donné pas moins de 114 détenus. Il arrivait que des quarantaines de prisonniers doivent attendre leur procès dans la cour du château, faute de place ailleurs.
Une plainte fut déposée devant les assizes d'York en 1821, et la question des conditions de détention fit l'objet d'une enquête officielle. La décision fut prise de racheter la tour de Clifford et la maison Waud pour les démolir afin de laisser place à une nouvelle prison. L'écrivain Sydney Smith, vicaire de Foston-le-Clay, mena alors une campagne pour sauver la tour de Clifford, en mettant en avant son importance historique. L'architecte Robert Wallace proposa de réhabiliter la tour pour en faire le centre d'une prison panoptique, mais ses plans furent rejetés.

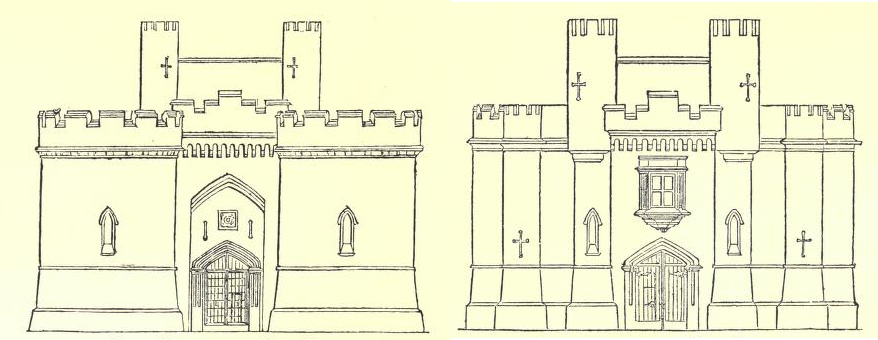
Les plans du corps de garde de la nouvelle prison.

En 1825, le comté d'Yorkshire fit l'acquisition de la tour de Clifford et de la maison Waud pour 8 800 livres (l'équivalent de 665 000 livres de 2009),. Les nouveaux bâtiments de la prison, conçus par les architectes P. F. Robinson et George Townsend Andrews (en), furent construits dans le style gothique Tudor (en). Ils étaient composés d'un corps de garde haut de 11 mètres et de la prison elle-même, de forme radiale et protégée par un mur de pierre,,. Cette prison, considérée comme étant la plus solide d'Angleterre, était entièrement construite en pierre afin d'être un lieu sûr et résistant au feu. L'utilisation d'un grès de couleur gris foncé lui donnait un aspect rébarbatif, mais la prison elle-même était saine et bien ventilée,. La tour de Clifford ne jouait aucun rôle dans l'aspect de la prison, bien que le talus de la motte eût été coupé et remplacé par un mur de soutènement afin de laisser davantage de place à la nouvelle prison. L'arrière-cour de la prison réservée aux femmes, que le nouveau mur cachait à la vue du public, fut utilisée pour les pendaisons à partir de 1868. La réforme du système pénitentiaire britannique par le Prison Act de 1877 (en) fit passer le château d'York passa sous le contrôle du gouvernement l'année suivante. Elle servit de prison au comté jusqu'en 1900, date à laquelle les derniers prisonniers furent transférés à la prison de Wakefield. Les installations servirent dès lors de prison militaire.
Au début du XIXe siècle, grâce au dragage et aux aménagements apportés à la Foss, il fut possible d'importer de la farine à York par la rivière. Les moulins à eau perdirent ainsi leur rôle premier et furent démolis en 1856 dans le cadre de nouveaux aménagements sur le cours de la rivière. La King's Pool, qui faisait partie des défenses du château, fut drainée. Avec la construction de nouveaux ponts à proximité du château, celui-ci fut dès lors « davantage entouré de routes que de fossés ».
En 1890, la direction de la prison accepta que la tour de Clifford devienne monument national et soit préservée comme lieu historique. Elle fut cédée en 1902 au conseil de comté du Yorkshire, avec une subvention de 3 000 livres (242 000 livres de 2009) pour assurer sa préservation et sa réhabilitation grâce à Beilby Lawley. La suppression du talus et les dégâts subis au XVIe siècle avaient accru la pression sur la motte et conduit à de nouveaux affaissements comme ceux du XIVe siècle. L'ingénieur Basil Mott (en) fit couler des fondations en béton sous le corps de garde afin de stabiliser la structure. Au début du XXe siècle, la tour de Clifford était régulièrement ouverte aux visiteurs et, en 1915, elle fut considérée monument national par le Bureau des Travaux,.

### Aujourd'hui

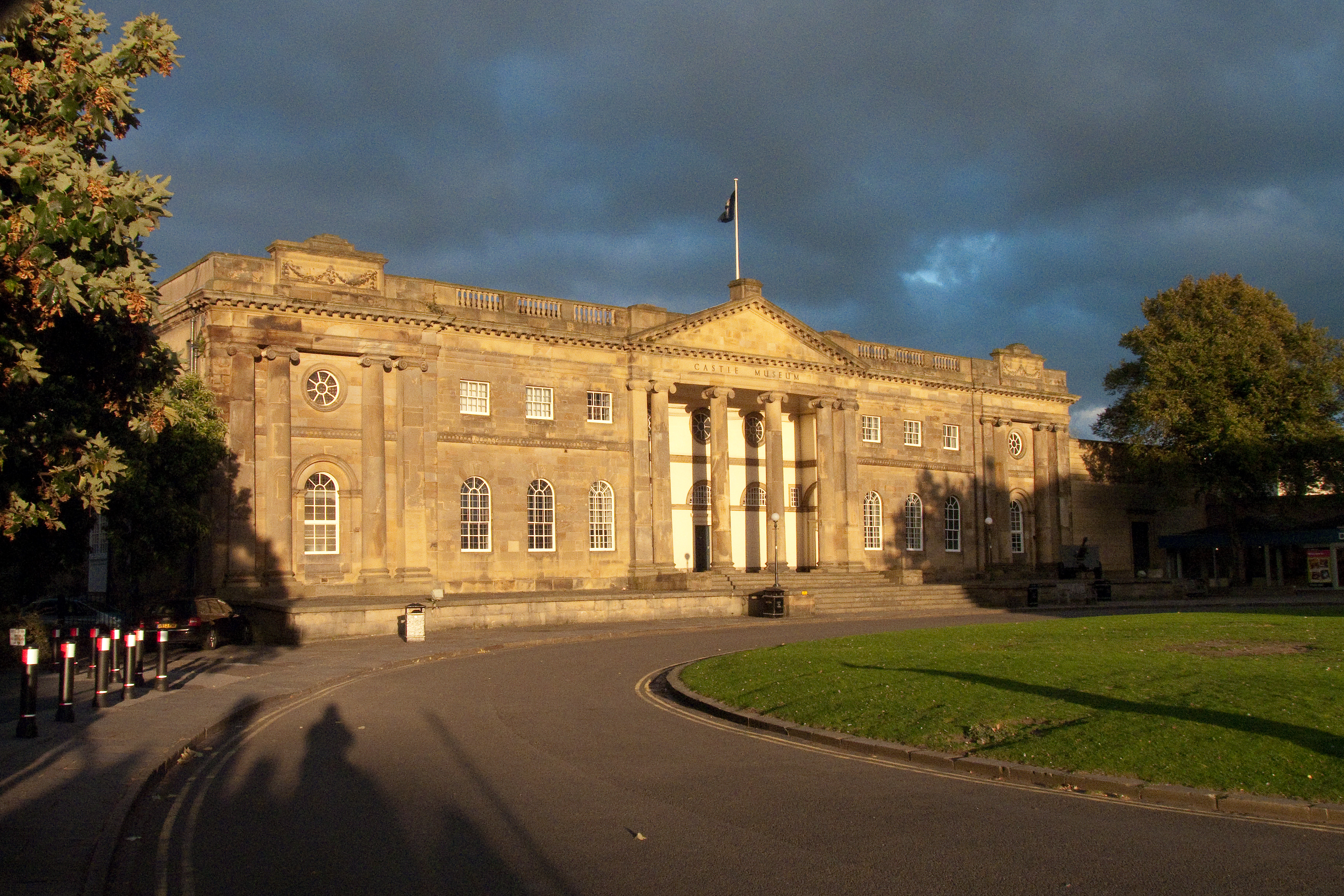
L'ancienne prison pour femmes est devenue un musée.

La prison d'York ferma définitivement ses portes en 1929 et les bâtiments de style Tudor furent démolis en 1935. Le bâtiment des Assizes abrite maintenant la Cour de la Couronne de la ville d'York, tandis que l'ancienne prison des débiteurs et la prison pour femmes, dotées d'un hall d'entrée moderne, constituent aujourd'hui le musée du château. L'espace circulaire gazonné qui sépare ces bâtiments, jadis appelé Eye of the Ridings, est aujourd'hui appelé Castle Green (« la pelouse du château ») ou Eye of York (« l'œil d'York »). La tour de Clifford constitue le vestige le plus visible de l'ancienne forteresse médiévale, mais les marches en pierre qui permettent d'y accéder sont modernes. Il subsiste également des fragments du mur d'enceinte, des parties du corps de garde côté sud et l'une des tours angulaires.
Le château est protégé au titre de monument classé de grade I et de monument d'importance nationale. Le site, géré par l'English Heritage, est ouvert au public. Jusqu'aux années 1970, l'importance du pogrom de 1190 est niée par l'histoire officielle : il n'était notamment pas mentionné dans les premiers guides officiels du château. La première plaque commémorative pour les victimes fut dévoilée au pied de la tour de Clifford en 1978, et le 800e anniversaire du massacre fit l'objet d'une cérémonie en 1990 au même endroit. En 2003, une tentative de développer commercialement les alentours du château est rejetée au terme d'une longue enquête publique, ayant suscité l'opposition d'habitants de la ville et de touristes, d'universitaires et de défenseurs de l'environnement, entre autres.